# Thomas Meyer-Hermann

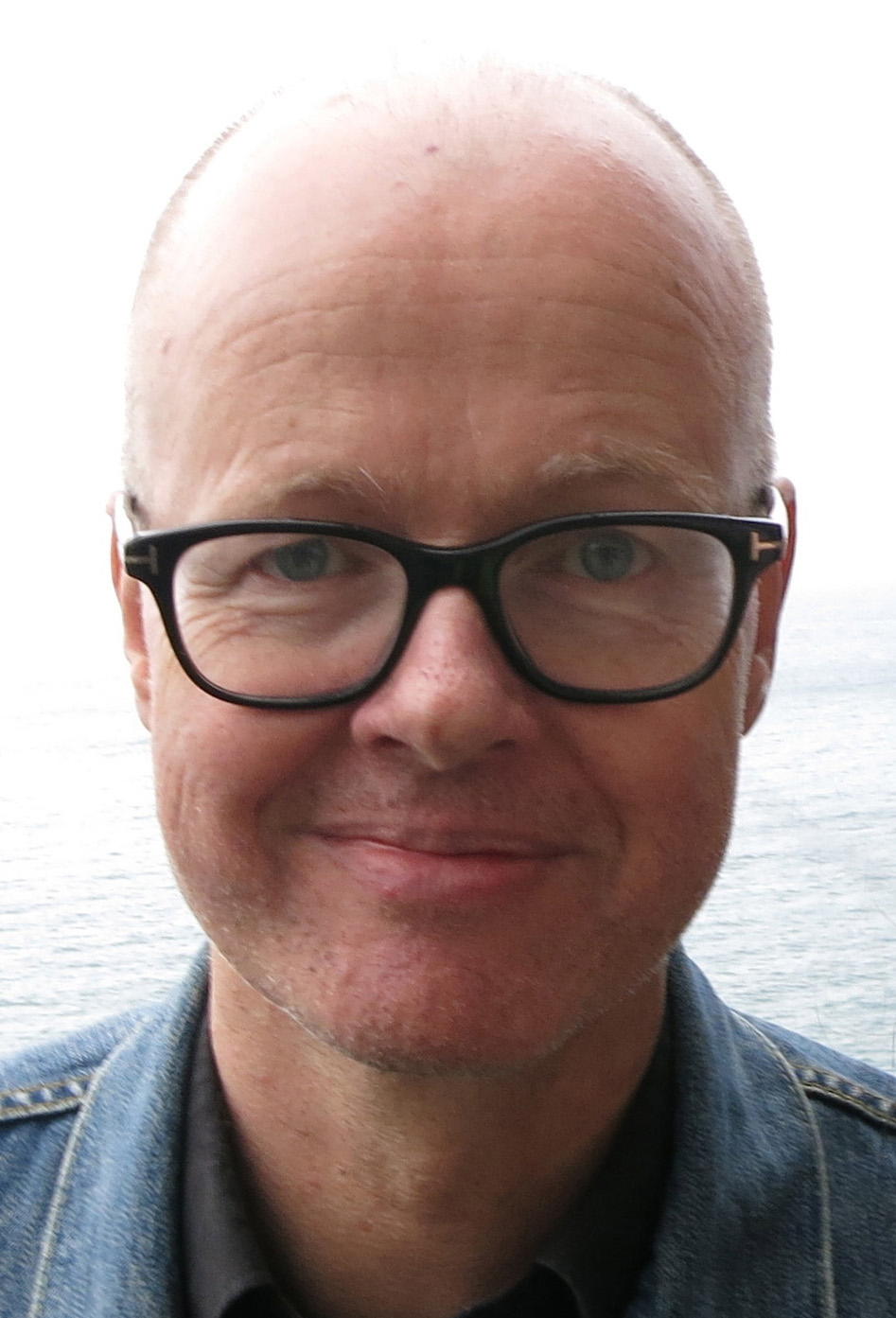
Thomas Meyer-Hermann

Thomas Meyer-Hermann (* 4. April 1956 in Köln) ist ein deutscher Trickfilmproduzent und Regisseur. Er ist Gründer des Studios „Film Bilder“.

## Leben
Von 1977 bis 1984 studierte Meyer-Hermann Grafikdesign an der Kunstakademie Stuttgart bei den Professoren Peter Grau und Albrecht Ade. Während der Studienzeit und in den Jahren danach realisierte er sechs animierte Kurzfilme, die mit mehreren Festivalpreisen ausgezeichnet wurden.
Im Jahr 1985 begann er seine akademische Laufbahn als Lehrbeauftragter für Animationsfilm an der Kunstakademie Stuttgart. Später folgten Lehraufträge, Gastseminare und Workshops unter anderem an der Deutschen Film- und Fernsehakademie Berlin, der Hochschule für Fernsehen und Film München, der Wizo-Akademie in Haifa, der Ngee-Ann-Polytechnic in Singapur, dem Queensland College of Art in Brisbane, dem Netherlands Institute for Animation Film in Tilburg und der Filmakademie Baden-Württemberg.
Seit 1989 arbeitet er als Geschäftsführer, Produzent und Regisseur im Studio „Film Bilder“ in Stuttgart. Dort entstehen Trickfilme in vielen Animationstechniken. Die Studioproduktion umfasst sowohl freie künstlerische Kurzfilme als auch animierte Auftragsarbeiten. Die Kurzfilme gewannen zahlreiche Preise auf internationalen Festivals. Meyer-Hermann kooperierte mit Animationskünstlern wie Angela Steffen, Gil Alkabetz, Andreas Hykade, Daniel Nocke und Phil Mulloy. Parallel zu den Kurzfilmen entstanden animierte Musikvideos, darunter Zehn kleine Jägermeister für die Band Die Toten Hosen und Bla Bla Bla für Gigi D’Agostino, Titelsequenzen für Fernsehen und Kino, unter anderem für den Spielfilm Lola rennt sowie Werbespots. Von 2003 bis 2012 produzierte Thomas Meyer-Hermann 52 Episoden der Serie Tom und das Erdbeermarmeladebrot mit Honig.
Seit 2000 ist Meyer-Hermann Professor für Animationsfilm an der Kunsthochschule Kassel.

## Filmografie

### Regisseur und Produzent
- 1980: Strip
- 1981: Dauerlauf
- 1982: Eiszeit
- 1984: Flammender Pfeil im Reich der schnellen Bilder
- 1987: Flugbild
- 1991: Mr. Chocolate meets Miss Milk
- 1994: Die Schöpfung
- 1999: Karl Anton

### Produzent (Auswahl)
- 1995: Yankale – Regie: Gil Alkabetz
- 1997: Rubicon – Regie: Gil Alkabetz
- 1998: Das Flederschwein – Regie: Sabine Huber
- 2000: Der moderne Zyklop – Regie: Daniel Nocke
- 2001: Trim Time – Regie: Gil Alkabetz
- 2004: Die Strafe Gottes – Regie: Claudia Zoller
- 2004: The Final Solution – Regie: Phil Mulloy
- 2006: Kein Platz für Gerold – Regie: Daniel Nocke
- 2006: The Runt – Regie: Andreas Hykade
- 2010: Milk Milk Lemonade – Regie: Ged Haney
- 2010: Love & Theft – Regie: Andreas Hykade
- 2010: Zwölf Jahre – Regie: Daniel Nocke
- 2013: Emil – Regie: Martin Schmidt
- 2013: Nuggets – Regie: Andreas Hykade

### Auftragsfilme
- 1995: Achtzehn einminütige Trickfilmbeiträge für das Jugendprogramm Dr. Mag / ZDF
- 1996: Zehn kleine Jägermeister – Musikvideo für die Toten Hosen
- 1998: Singin’ in the Rain – Regenschirm für ZDF-Wetter / Dresdner Bank
- 1998: Lola rennt – Titel- und Tricksequenzen für den Spielfilm von Tom Tykwer
- 1998: Bla Bla Bla – Musikvideo für Gigi D‘Agostino
- 1999: Zukunftsvisionen – Trickfilm für den Deutschen Pavillon, Expo 2000
- 2000: Celebrity Deathmatch – Deutsche Ausgabe der MTV-Serie, 11 Episoden
- 2012: Tom & das Erdbeermarmeladebrot mit Honig – TV-Serie für Kinder, 52 Episoden
- 2013: Willy Wonka – zwei Werbespots für Schokoriegel, Agentur JWT, London
- 2013: Dreizehn Tiergeschichten für das Vorschulmagazin „Ich kenne ein Tier“